# Israël op het Eurovisiesongfestival 1983
Het Kdam 1983 werd georganiseerd om de Israëlische inzending voor het Eurovisiesongfestival van 1983 te München te selecteren. Het werd gepresenteerd door nieuwslezeres Dalia Mazor en Daniel Peer, die ook het Eurovisiesongfestival van 1979 in Jeruzalem presenteerde, samen met Yardena Arazi, die nu als deelneemster aanwezig was.
Yardena Arazi was aan het begin van de jaren 80 een van de meest populaire zangeressen van Israël, samen met Ofra Haza. Het feit dat beide zangeressen dit jaar deelnamen, maakte het op voorhand al tot een bijzonder festival. Uiteindelijk won Ofra Haza met slechts één punt verschil, en met een liedje dat de schrijver (Avi Toledano) in eerste instantie aan Arazi aangeboden had, die het echter weigerde.
Een van de meest onvergetelijke bijdrages uit de hele geschiedenis van het Kdam was het liedje Tamid Isha (altijd een vrouw) van fotomodel/actrice/zakenvrouw en de latere politica Pnina Rosenblum. Het was een zwak liedje dat met veel valse noten gezongen werd, maar het optreden was zo hilarisch dat er nog altijd vaak naar verwezen wordt. Tegen wil en dank is Rosenblum mede dankzij dit optreden nog altijd een homo-icoon in haar land. Ze werd op het Kdam laatste met twee punten.
Het winnende liedje van Ofra Haza deed het in München zeer goed en behaalde een tweede plaats met slechts zes punten minder dan het liedje van Corinne Hermès die voor Luxemburg won. De volle twaalf punten werden alleen gegeven door Nederland en Oostenrijk, maar er waren ook nog zes landen die tien punten aan Israël gaven. Het volgende Kdam was pas in 1985 omdat Israel niet meedeed aan het festival van 1984; het stond voor dat jaar gepland op een nationale herdenkingsdag.
De einduitslag:
1. Ofra Haza - Hai       73
2. Yardena Arazi - Shiroo Shir Amen       72
3. Kesem Ha'agada Al Bell       56
4. Banana - Maddona       48
5. Ilana Avital - Od Veod        37
6. Izolirband - Kol Mi       34
7. Anat Rekam - Ya Leil Ya Leil      30
8. Yaldei Hashemesh - Holech Veshar      29
9. Riki Gal - Panim        10
10. Osnat Vishinski - Knafa'im      5
11. Gitit - Shoval Beiti      5
12. Michal Tal - Madoa Ze Kashe      3
13. Pnina Rosenblum - Tamid Isha      2

## In München
In München trad Israël als zestiende van 20 landen aan, na Denemarken en voor Portugal. Het land behaalde een 2de plaats, met 136 punten.
Men ontving 2 maal het maximum van de punten.
België had 10 punten over voor het lied, Nederland gaf 12 punten.

### Gekregen punten

#### Finale
| 12 punten                | 10 punten                                                                       | 8 punten               | 7 punten                             | 6 punten             |
| ------------------------ | ------------------------------------------------------------------------------- | ---------------------- | ------------------------------------ | -------------------- |
| - Nederland - Oostenrijk | - België - Duitsland - Joegoslavië - Luxemburg - Portugal - Verenigd Koninkrijk | - Frankrijk            | - Denemarken - Finland - Zwitserland | - Noorwegen - Spanje |
| 5 punten                 | 4 punten                                                                        | 3 punten               | 2 punten                             | 1 punt               |
| - Zweden                 |                                                                                 | - Griekenland - Italië |                                      |                      |

### Punten gegeven door Israël

#### Finale
Punten gegeven in de finale:
| 12 punten | Luxemburg   |
| 10 punten | Joegoslavië |
| 8 punten  | Zweden      |
| 7 punten  | Finland     |
| 6 punten  | Italië      |
| 5 punten  | Cyprus      |
| 4 punten  | Noorwegen   |
| 3 punten  | Nederland   |
| 2 punten  | Oostenrijk  |
| 1 punt    | Frankrijk   |

1973 · 1974 · 1975 · 1976 · 1977 · 1978 · 1979 · 1980 · 1981 · 1982 · 1983 · 1984 · 1985 · 1986 · 1987 · 1988 · 1989 · 1990 · 1991 · 1992 · 1993 · 1994 · 1995 · 1996-1997 · 1998 · 1999 · 2000 · 2001 · 2002 · 2003 · 2004 · 2005 · 2006 · 2007 · 2008 · 2009 · 2010 · 2011 · 2012 · 2013 · 2014 · 2015 · 2016 · 2017 · 2018 · 2019 · 2020 · 2021 · 2022 · 2023 · 2024 · 2025